# Mariposa County
Mariposa County je okres v americkém státě Kalifornie, nacházející se při západním úpatí pohoří Sierra Nevada. Okres leží severně od Fresna, východně od města Merced a jihovýchodně od Stocktonu. Rozkládá se na celkové ploše 3789 km2 a v roce 2000 v něm žilo 17 130 obyvatel. Hlavním městem okresu je Mariposa.
Ve východní části okresu se nachází centrální část Yosemitského národního parku. Jedná se o tradiční republikánský okres, a to jak v prezidentských volbách, tak ve volbách do kongresu. Posledním demokratickým kandidátem, který v okresu zvítězil byl prezident Lyndon B. Johnson v roce 1964.